# Silvani Basagni
Silvano Basagni, född 6 augusti 1938 i Florens, död 10 maj 2017 i Florens, var en italiensk sportskytt.
Basagni blev olympisk bronsmedaljör i trap vid sommarspelen 1972 i München.